# Polski Fiat 125p
Polski Fiat 125p byl osobní automobil vyráběný v Polsku mezi lety 1967 a 1991 firmou FSO na základě licenční smlouvy s firmou Fiat. Měl karoserii Fiat 125, motor, převodovka, podvozkové komponenty a interiér ale pocházely z předchůdce tohoto modelu - Fiatu 1300/1500. Od Fiatu 125 se vzhledem liší hlavně světlomety, které má Fiat 125p kulaté a Fiat 125 hranaté. Z tohoto automobilu vychází i jeho nástupce FSO Polonez. Celkem bylo vyrobeno 1 445 689 vozů.

## Historie

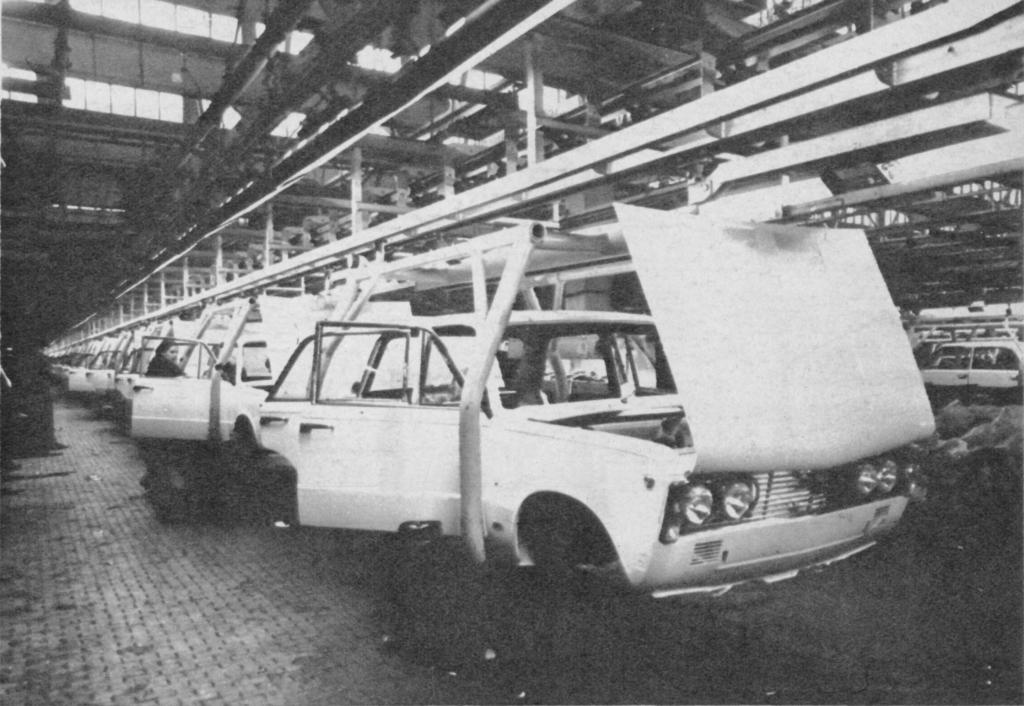
Výrobní linka FSO, začátek 70. let

Od vzniku FSO byly vedeny spory o další výrobě. Ve hře byla varianta pořízení licence nebo zaměření se na vozidla vlastní konstrukce. Nakonec dostala přednost licenční výroba usnadňující přístup k novým technologiím. Jednání probíhala současně s FIATem a s Renaultem. Dohoda byla nakonec uzavřena 22. prosince 1965 s Italy na modely Fiat 1300/1500.
Během přípravy výroby byl polské straně odhalen prototyp chystaného Fiatu 125. Zapůsobil natolik, že vedl ke změně dohody, rozpočtově ovšem nenáročné. Licenční Fiat 125p tak byl jakýmsi hybridem, oproti prototypu Fiat 125 získal od starších modelů 1300 a 1500 motory a převodovku, podvozkové komponenty i interiér. Nebyl stejným vozem vyráběným současně italským Fiatem, což usnadnilo získání vývozních licencí na západní trhy důležitých pro polskou stranu. Měl ale oprávnění používat značku Fiat v názvu. Vlastní výroba Fiatu 125p byla zahájena v listopadu 1967. Byl představen jen o několik měsíců později než Fiat 125. První vozy měly některé díly z Itálie, italští dělníci školili polské výrobě na dovezených zařízeních.

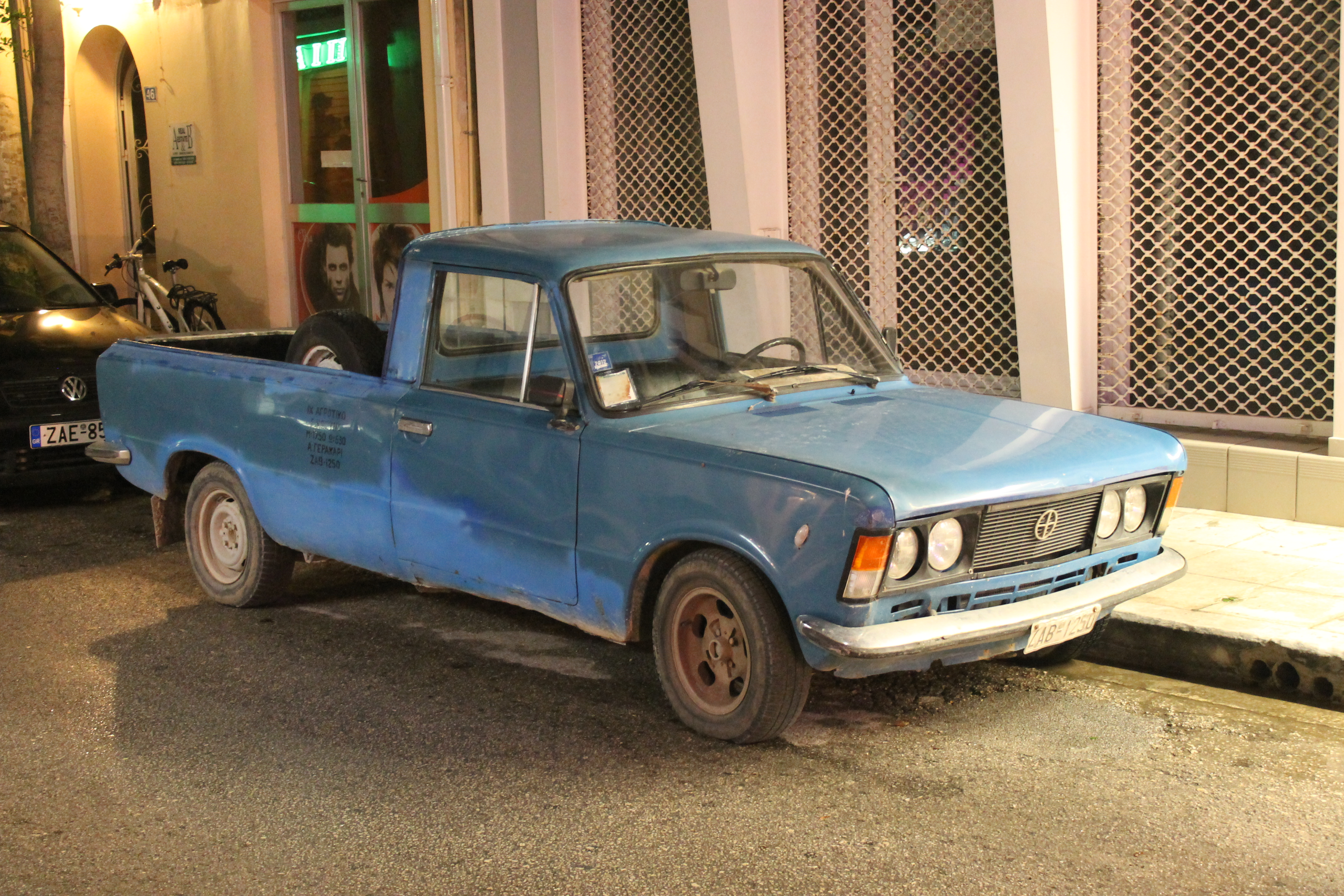
FSO 125p pick-up

První „velké“ Fiaty sjížděly z výrobní linky jen s motory typu 1300, od roku 1969 přibyly i silnější 1500. 15. října 1970 byl vyroben 50 000 vůz. Od roku 1971 nabídku doplnila prostornější karoserie kombi a z ní vycházející pick-up (ten byl však uveden až po faceliftu v roce 1973).
V červnu 1973 vytvořil Fiat 125p světový rychlostní vytrvalostní rekord na 25 000 a 50 000 km a 30 000 mil.

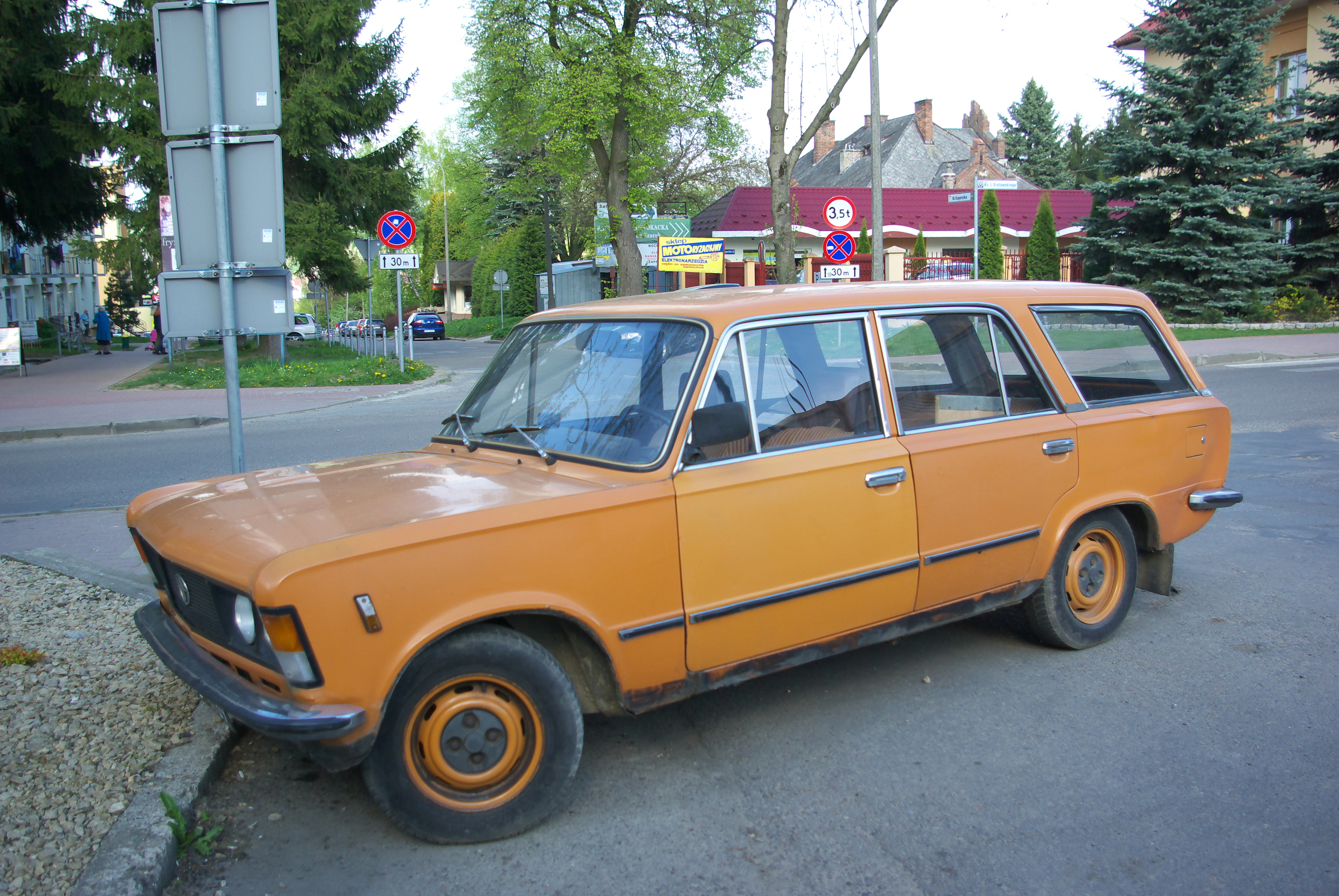
FSO 125p Kombi

V roce 1973 byl proveden první výraznější facelift – pro tyto modely je charakteristická černá plastová mřížka chladiče a „zapuštěné“ kliky dveří. Tento typ již byl vybaven dvouokruhovým brzdovým systémem.
V roce 1974 se objevila malá limitovaná série s DOHC motory Fiat 132 v reakci na vítězství soutěžního Fiatu 125p v Rallye Monte Carlo ve své třídě roku 1972 – Fiat 125p 1600 Monte Carlo a Fiat 125p 1800 Akropolis.
V roce 1975 byly provedeny další změny – model byl vybaven novými většími ukazateli směru jízdy a zadními sdruženými svítilnami, z nárazníků zmizely ozdobné „kly“. Změnil se také interiér.
Fiat 125p udělal z FSO skutečně velkosériového výrobce. V roce 1974 vyrobil poprvé více než 100 000 vozů. V roce 1976 bylo dosaženo produkčního rekordu – 117 000 ks.
V roce 1978 byl na trh uveden předpokládaný nástupce – FSO Polonez. Tento typ měl postupně do roku 1982 Fiata 125p ve výrobě zcela nahradit. V roce 1981 byl v Polsku zaveden výjimečný stav, s ohledem na četné stávky výroba poklesla z plánovaných 70 tis. na cca 40 tis. vozů 125p ročně. Produkce zastaralého Fiatu 125p pokračovala pro zájem zejména polského trhu o vůz podobné velikosti, který bude levnější a lehčí než Polonez a s totožnými motory vykáže lepší spotřebu a dynamiku. S příchodem roku 1983 navíc vypršela licenční dohoda s Fiatem a.  vůz byl přeznačen na FSO 125p (na některých trzích prodáván jako FSO 1300 a FSO 1500).
V roce 1986 byla vyrobena i 100 ks série s motory Volkswagen 1,6D.
Poslední vůz tohoto typu byl v Polsku vyroben v polovině roku 1991. Celkem jich bylo vyrobeno 1 445 699, z toho 874 966 bylo určeno na vývoz. V tabulce dole je 288 590 vozů prodaných v Polsku prodejnami Pewex za západní valuty zahrnuto ve vývozu. Tento tzv. "vnitřní vývoz" byl započítáván do vývozu.
| Rok  | Výroba | Vývoz |  | Rok  | Výroba  | Vývoz |  | Rok  | Výroba  | Vývoz |  | Rok  | Výroba | Vývoz |  | Rok  | Výroba | Vývoz |
| ---- | ------ | ----- |  | ---- | ------- | ----- |  | ---- | ------- | ----- |  | ---- | ------ | ----- |  | ---- | ------ | ----- |
| 1967 | 75     |       |  | 1972 | 59 728  | 54423 |  | 1977 | 104 432 | 78997 |  | 1982 | 47 715 | 31476 |  | 1987 | 57 624 | 20989 |
| 1968 | 7101   | 1876  |  | 1973 | 82 853  | 68990 |  | 1978 | 98 075  | 76251 |  | 1983 | 58 005 | 25228 |  | 1988 | 44 842 | 14818 |
| 1969 | 14 736 | 9593  |  | 1974 | 104 381 | 78332 |  | 1979 | 84 858  | 54768 |  | 1984 | 61 029 | 14019 |  | 1989 | 28 033 | 10251 |
| 1970 | 31 986 | 23294 |  | 1975 | 114 327 | 82909 |  | 1980 | 69 649  | 44733 |  | 1985 | 61 212 | 16834 |  | 1990 | 28 077 | 3097  |
| 1971 | 52 352 | 35352 |  | 1976 | 116 940 | 83413 |  | 1981 | 52 448  | 28628 |  | 1986 | 60 588 | 16669 |  | 1991 | 4709   | 26    |

V letech 1978-1980 byla nižší produkce Fiatu 125p vyvážena rostoucí výrobou FSO Polonez, dohromady bylo vyrobeno asi 100 000 obou typů ročně. Za hluboké krize polské ekonomiky v letech 1980-1982 byla výroba ovlivněna neustálým nedostatkem materiálů a energií, nedostatkem západní měny na nákup čehokoli v zahraničí a nízkou produktivitou práce. Po překonání krize dochází k postupnému nahrazování Polonezem.

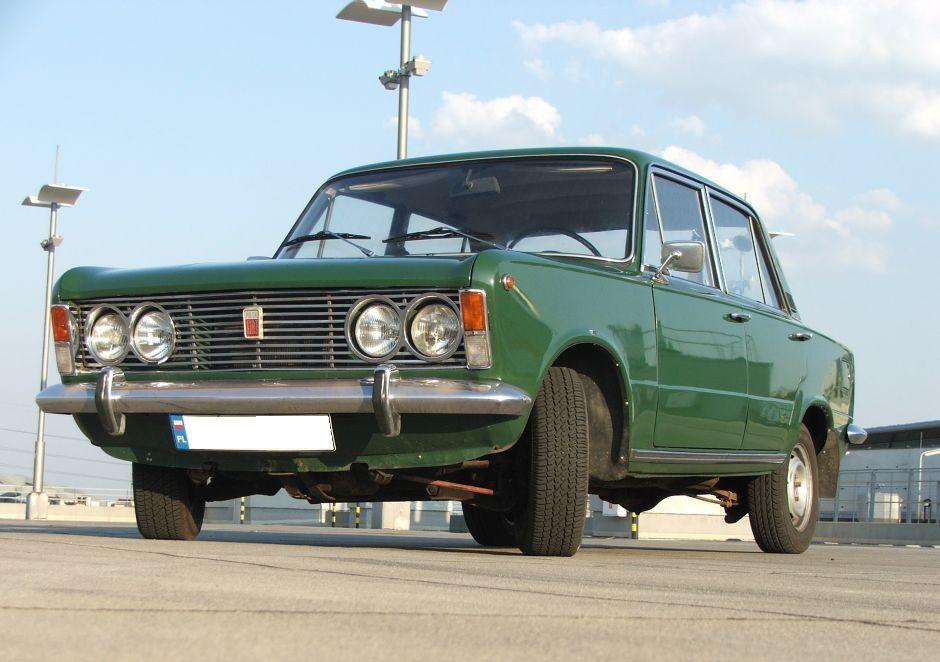
Fiat 125p (1972)
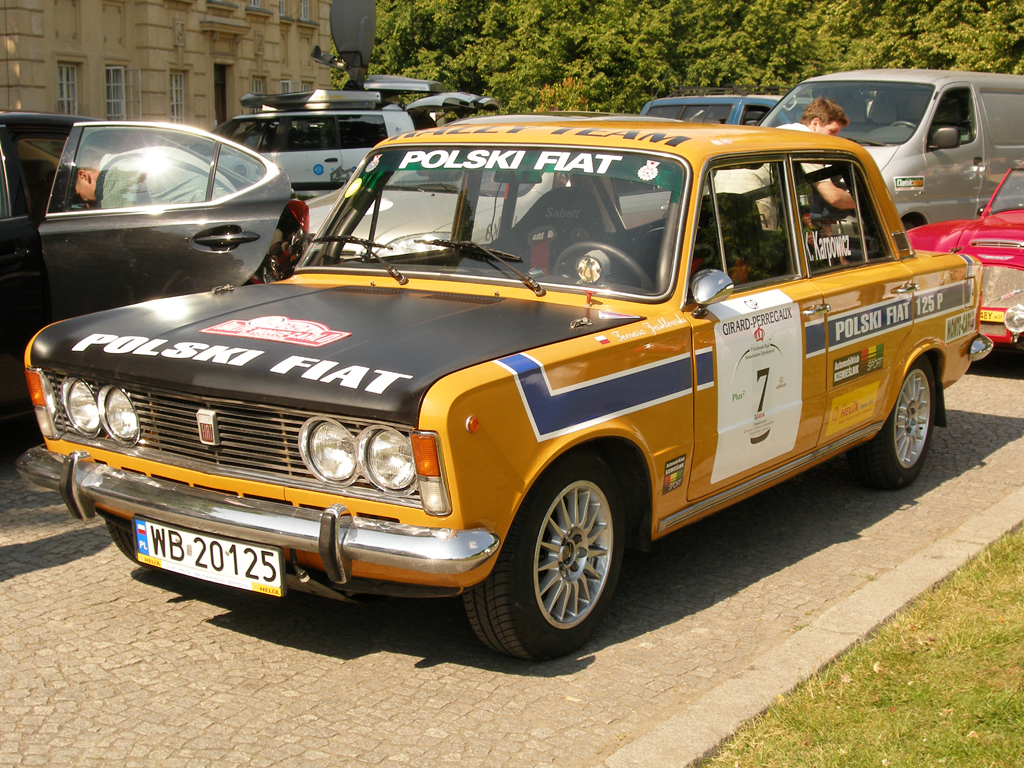
Fiat 125p Monte Carlo (1975)
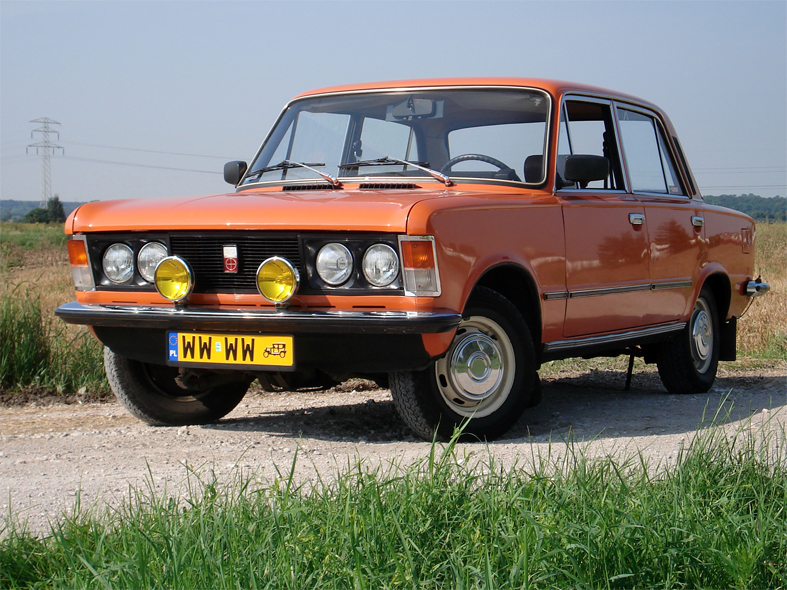
Fiat 125p (1980)
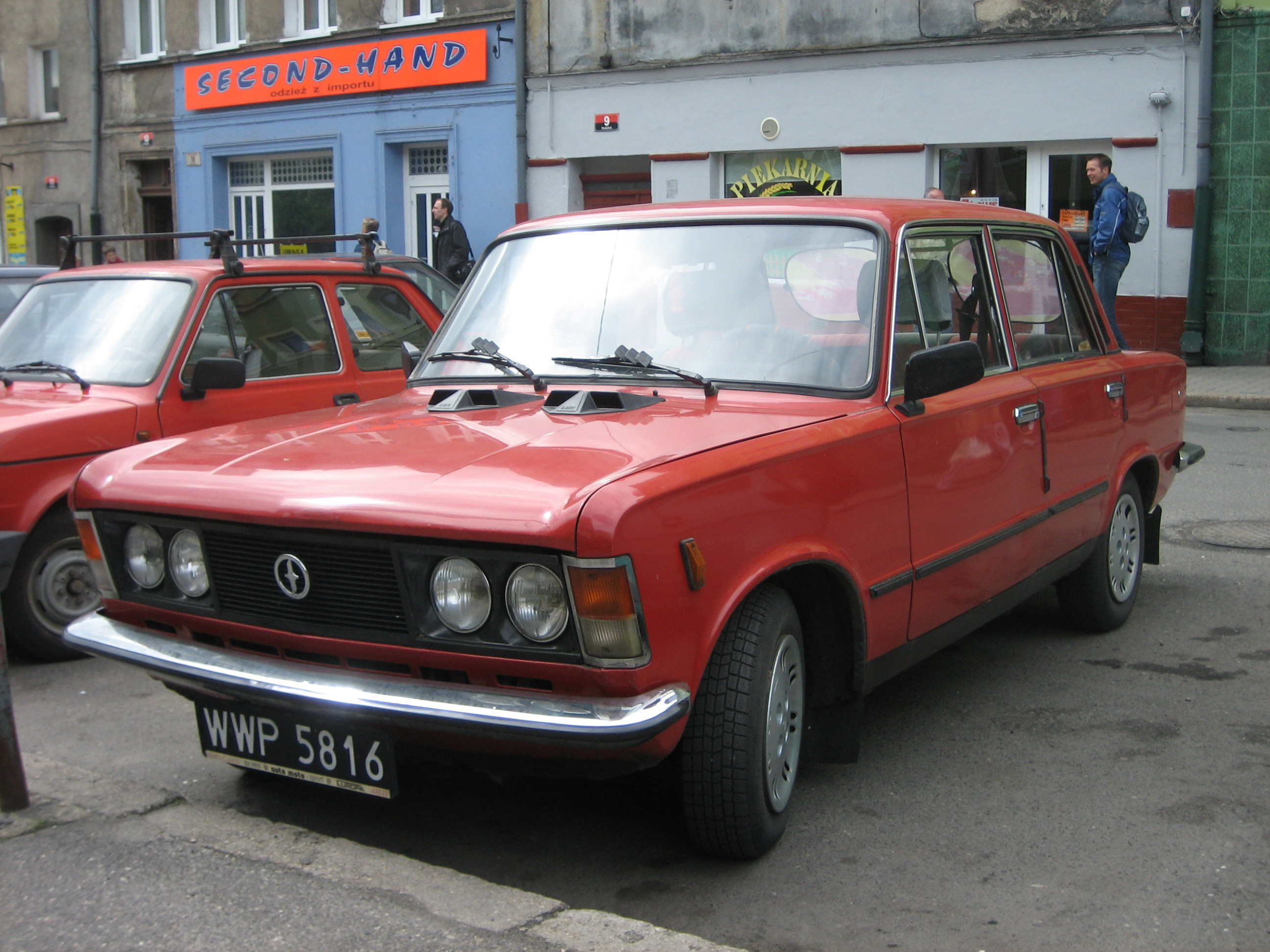
FSO 125p (1983)
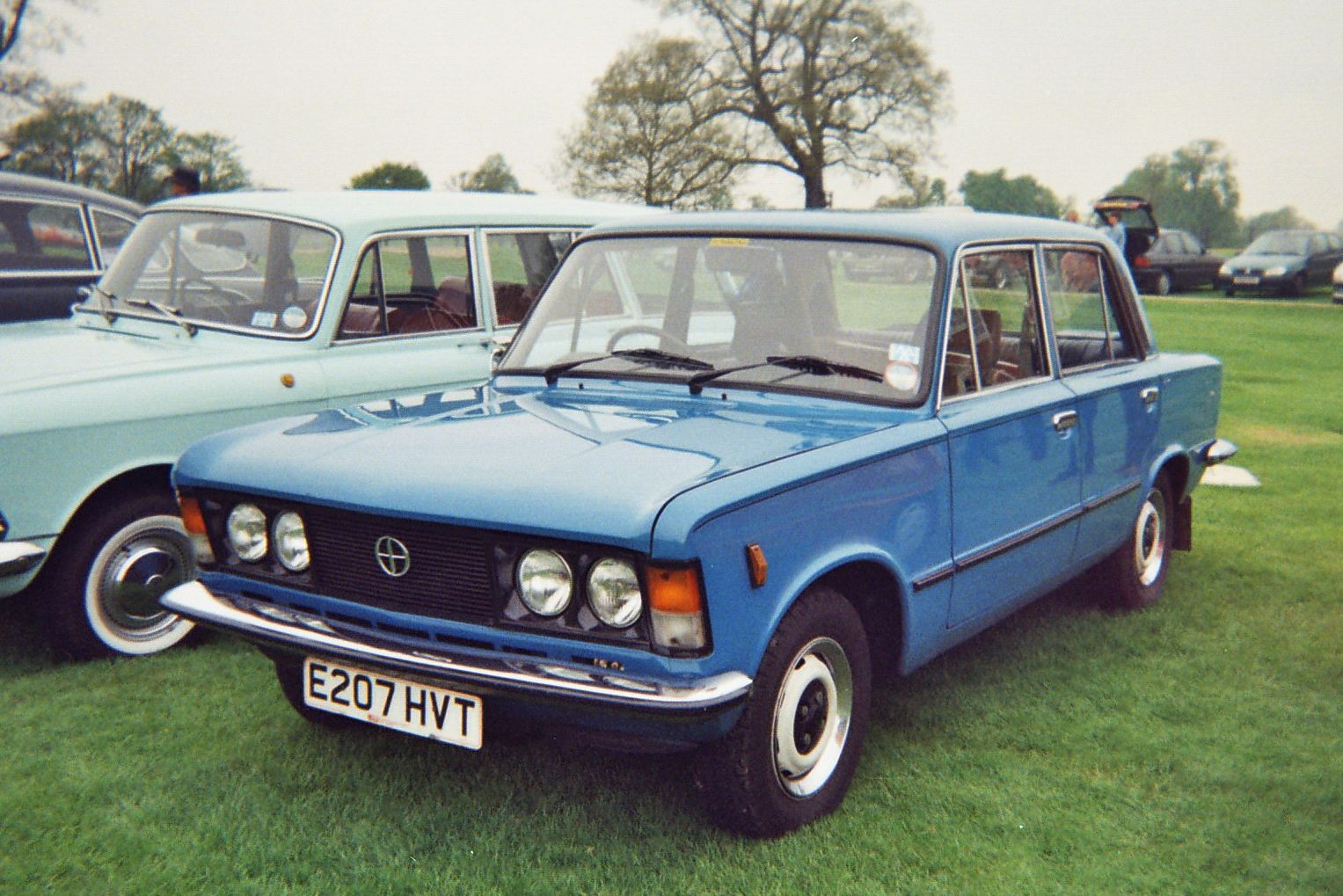
FSO 125p pro britský trh (1987)
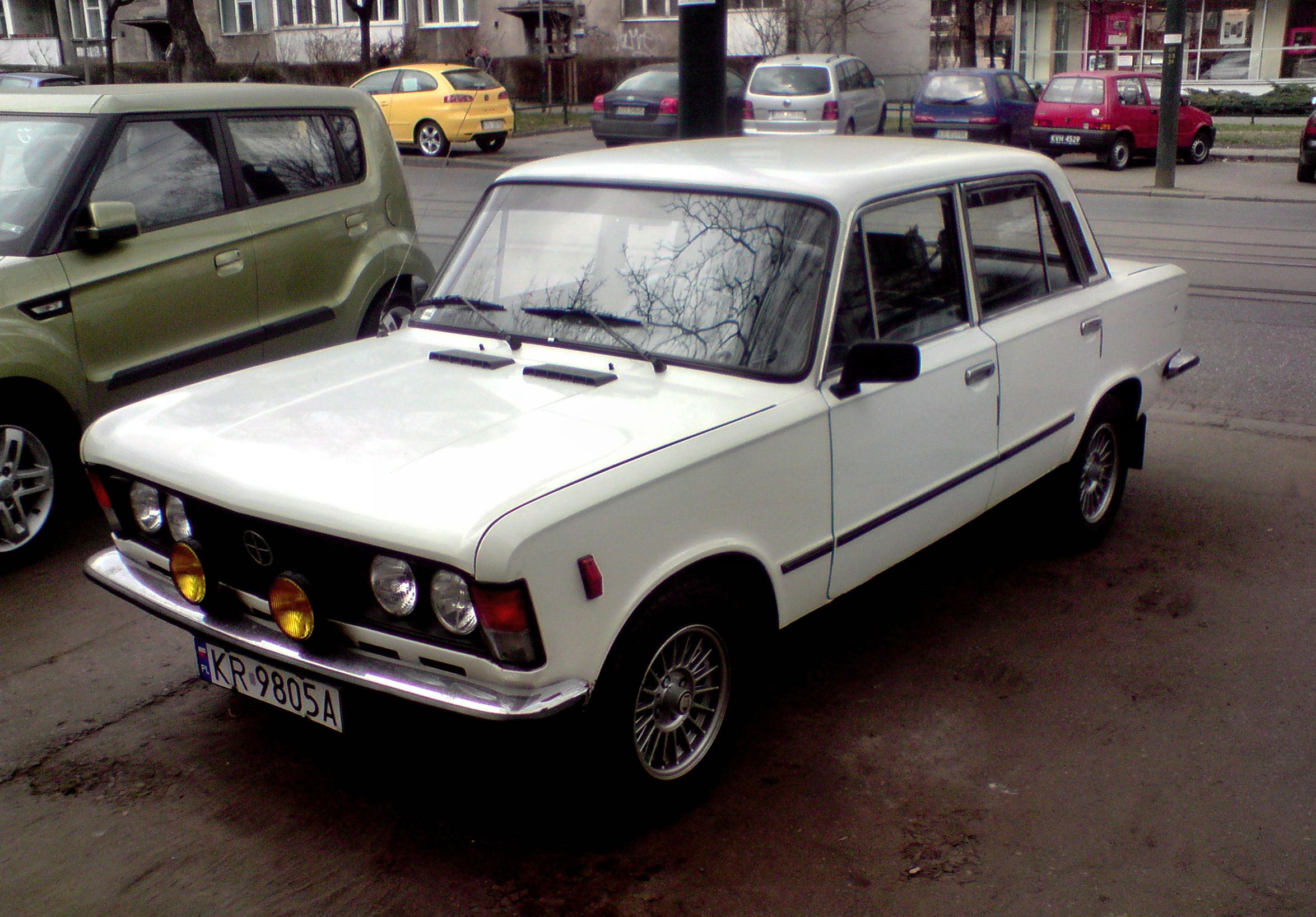
FSO 125p (1990)

## Prototypy a speciální verze

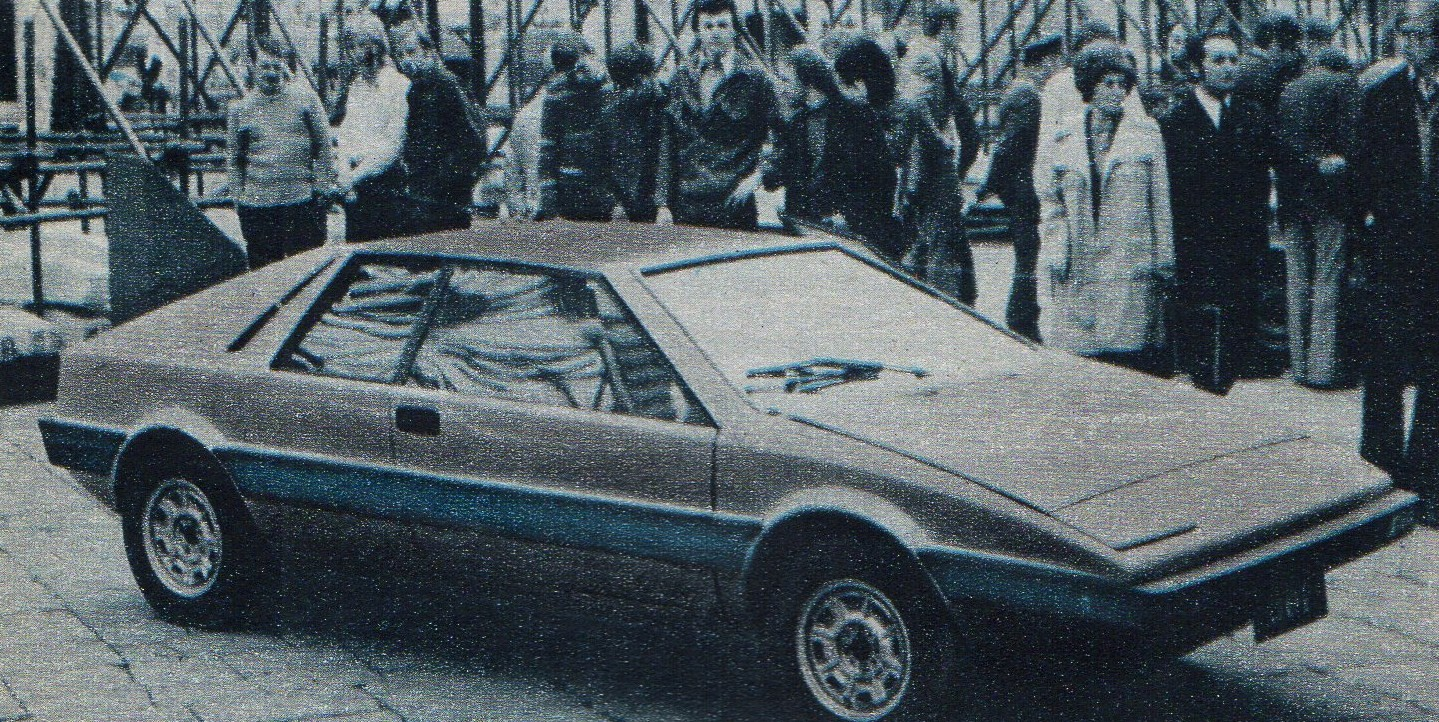
FSO 1300 Coupé

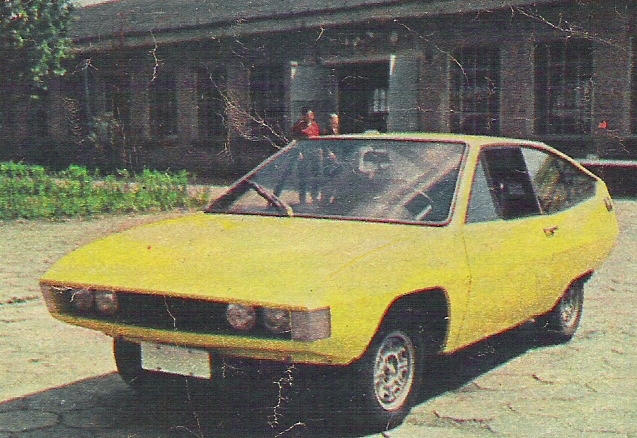
Fiat 125p kupé 

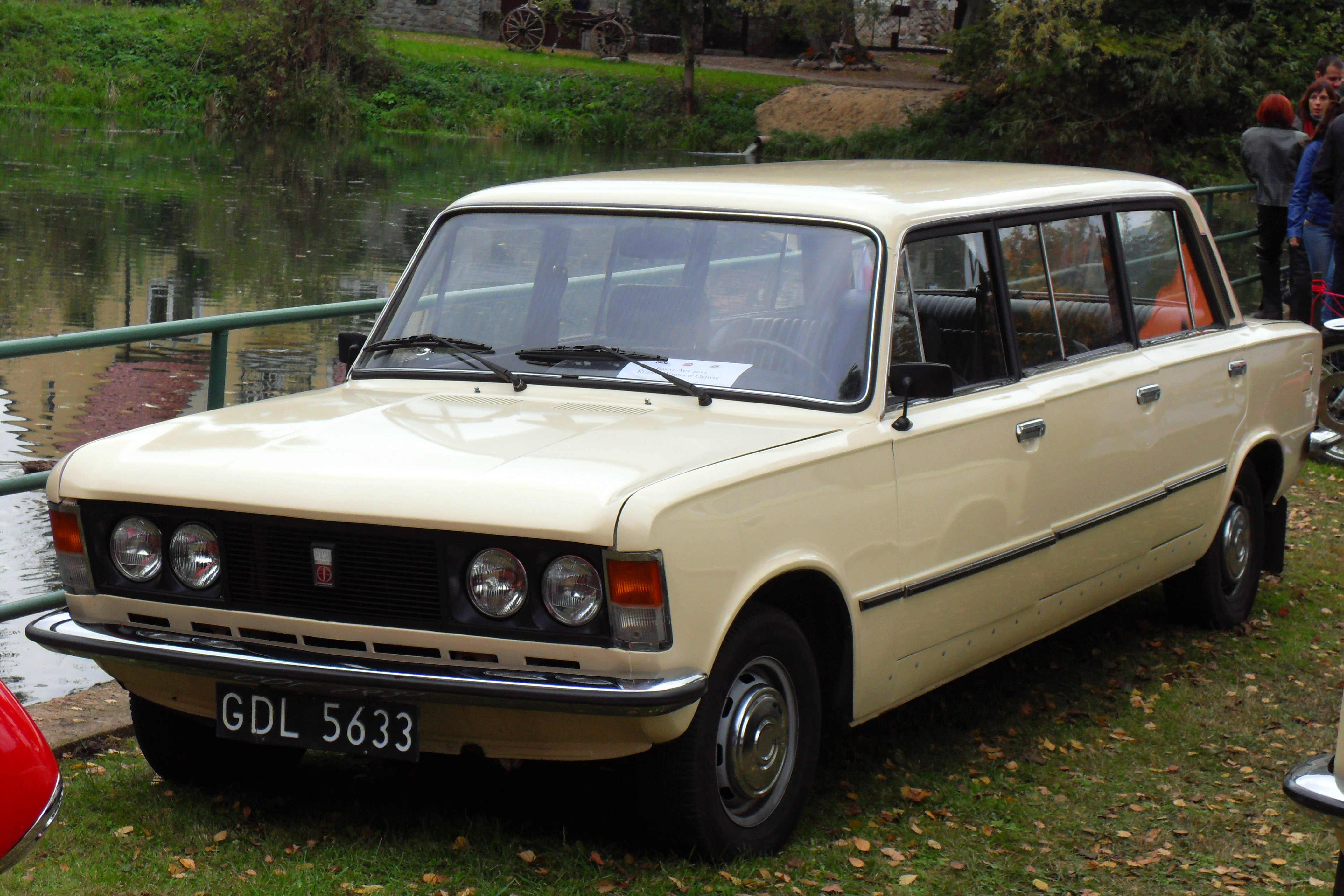
prodloužený Fiat 125p

V roce 1971 byl vyvinut prototyp čtyřmístného kupé. Pro pohon sloužil motor 1500 se zvýšeným výkonem.
Fiat 125p kemping

V roce 1973 vznikl prototyp Fiat 125p pro kempování. Na podvozku pick-up měl namísto nákladového prostoru obytnou nástavbu. Pro pohon sloužil motor 1500.
Fiat 125p kabriolet

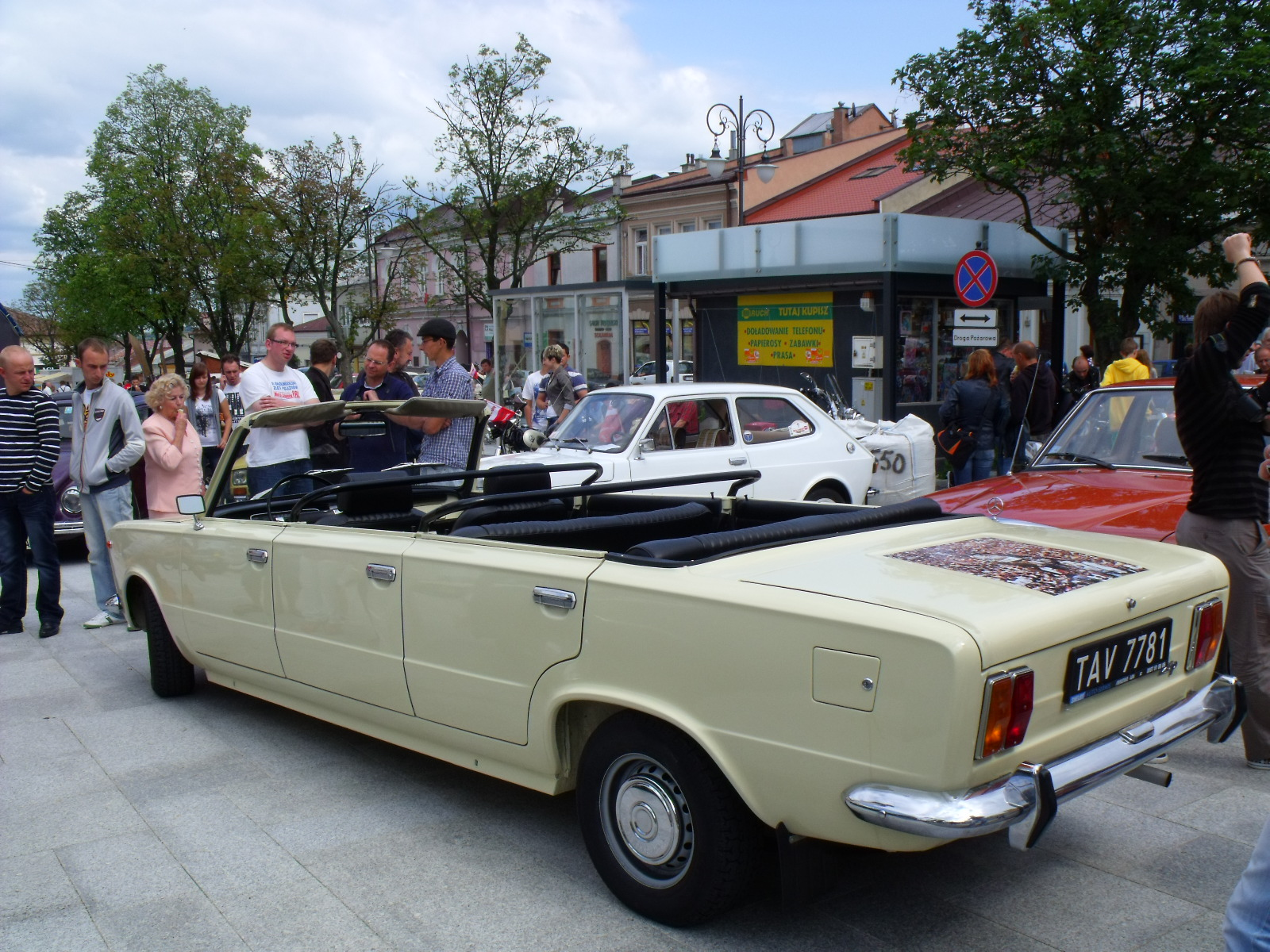
prodloužený Fiat 125p kabriolet

V roce 1974 byl vyvinut prototyp Fiat 125p s odnímatelnou plátěnou střechou. Tato verze se vyznačovala delšími dveřmi, zesílenou podlahou a přizpůsobenými zadními světlomety z Lady 2101.
FSO 1300 kupé
V letech 1973-1974 byl vyvinut prototyp sportovního kupé FSO 1300 Coupé využívající některá technická řešení Fiatu 125p. Měl výsuvné světlomety. K pohonu byl použit 1,3 litrový motor z Fiatu 128 Rally.
Fiat 125p jezevčík

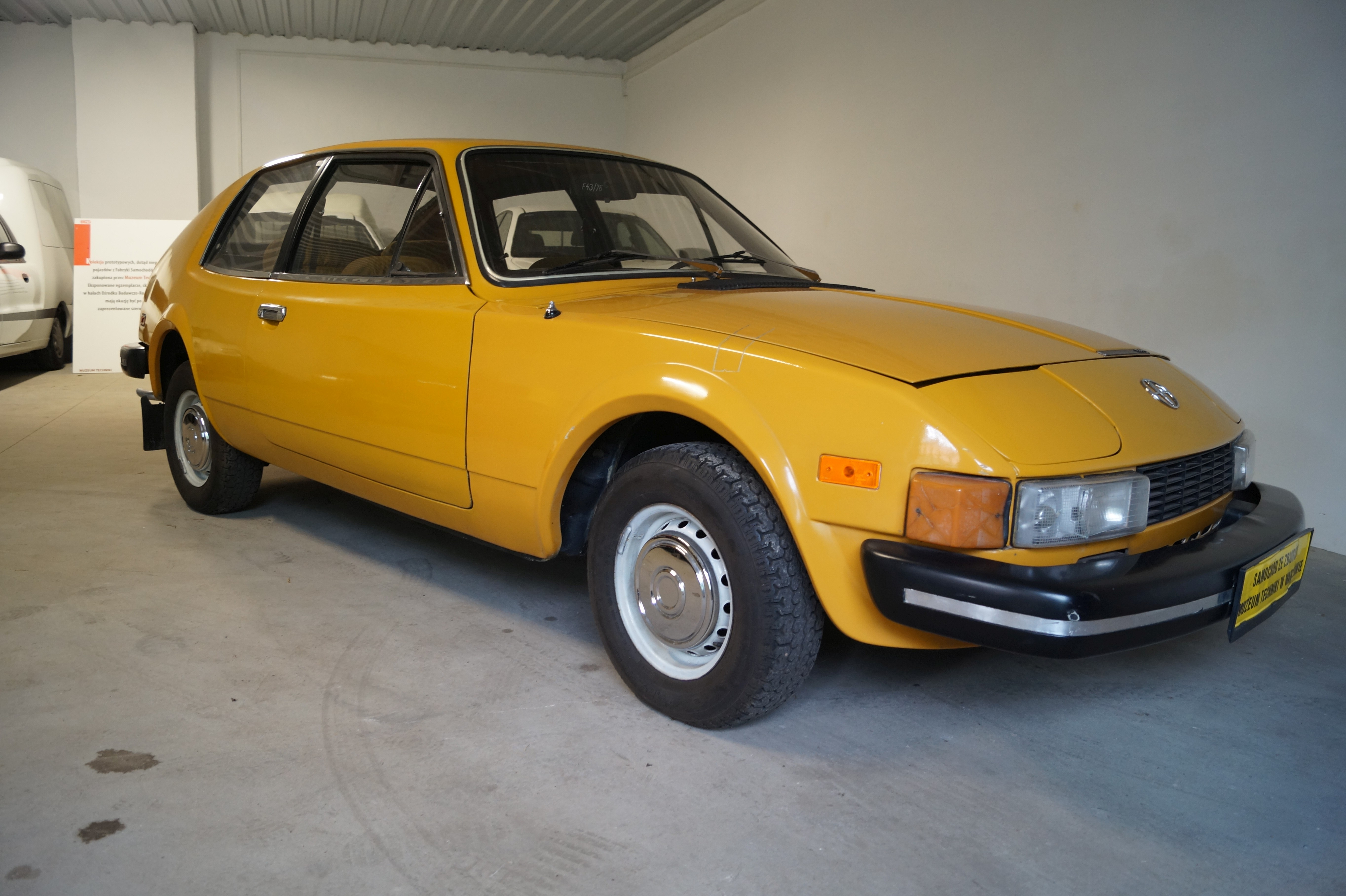
FSO Ogar

V roce 1974 vznikla malá série prodloužených vozů 125p. Měly zvětšený rozvor, karoserii se šesti dveřmi a sedm míst. Byly svařeny ze dvou karoserií, měly zpevněnou podlahou a přizpůsobené odpružení pick-upu. Vůz existoval jako kabriolet, sedan i kombi, s motorem 1500 bez větších změn. Bylo jich vyrobeno pouze několik desítek. Sloužily především v turistických kancelářích.

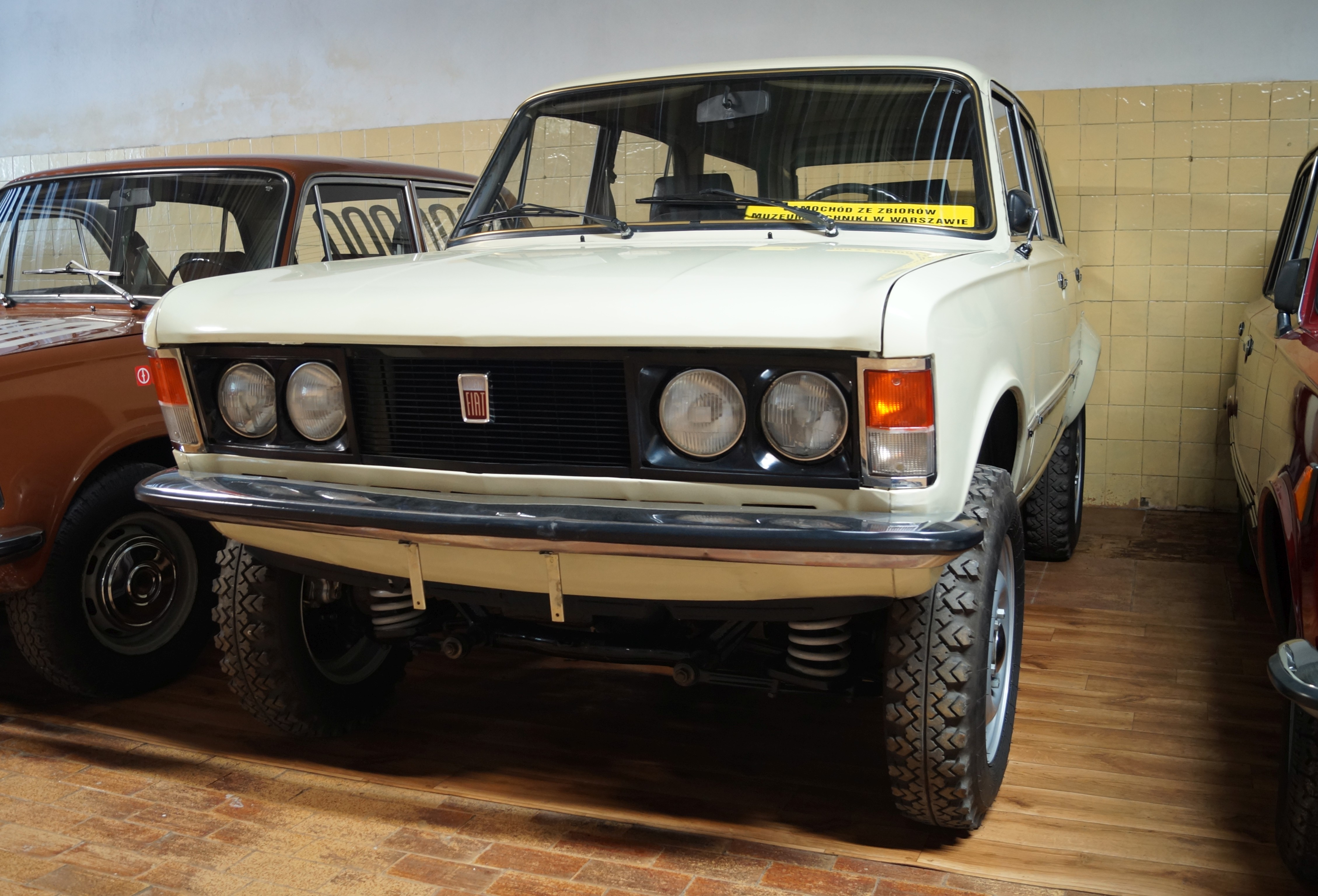
Fiat 125p 4x4
V roce 1977 byl představen off-road kombi. Tato verze je specifická kombinace italské licence, tedy Fiata 125p, polského technického myšlení a sovětské Lady Niva s pohonem 4x4. Bylo vyrobeno jen několik kusů. Projekt byl zastaven kvůli nedostatku dílů, které sovětská strana nemohla dodávat. Kopie automobilu je ve sbírkách muzea techniky a průmyslu NOT ve Varšavě.
Fiat 125p GTJ
Vznikly dva prototypy Fiat 125p s motorem 2000 DOHC Fiatu 132 jako zvažovaní nástupci Fiatů 125p 1600 Monte Carlo a 1800 Akropolis.
FSO Ogar (Ohař)
V roce 1977 bylo představeno vozidlo založené na podlahové desce a komponentech Fiatu 125p. Použit byl motor 1500. Vůz byl blízko uvedení do výroby, plánovala se roční produkce 10 000 vozů. To se však neuskutečnilo, především kvůli plánu uvést FSO Polonez a malé poptávce po sportovních vozech v PLR.